# Al-Wasl Football Club

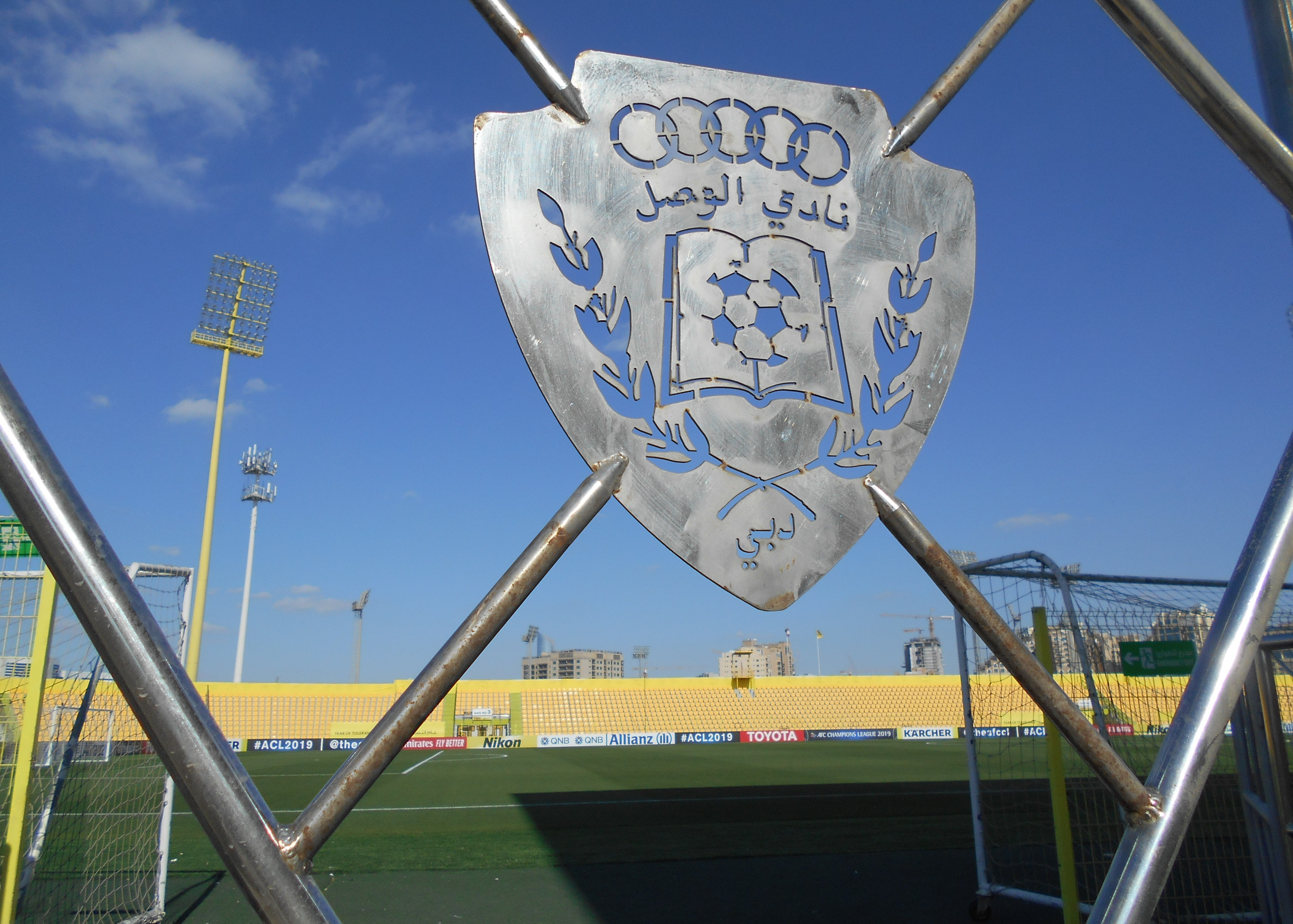
Estadio Zabeel, donde Al-Wasl juega de local.

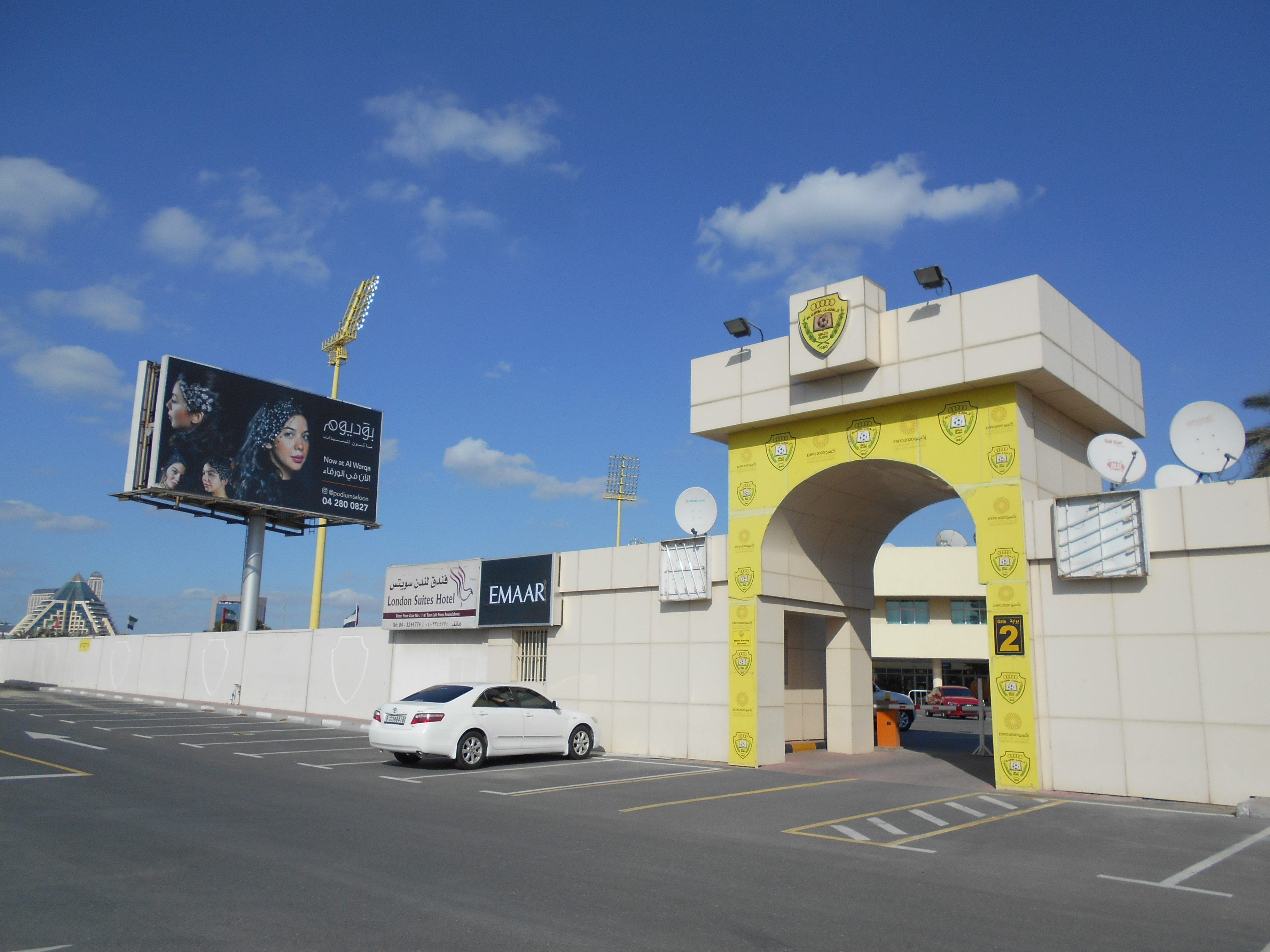
Vista exterior del estadio Zabeel.

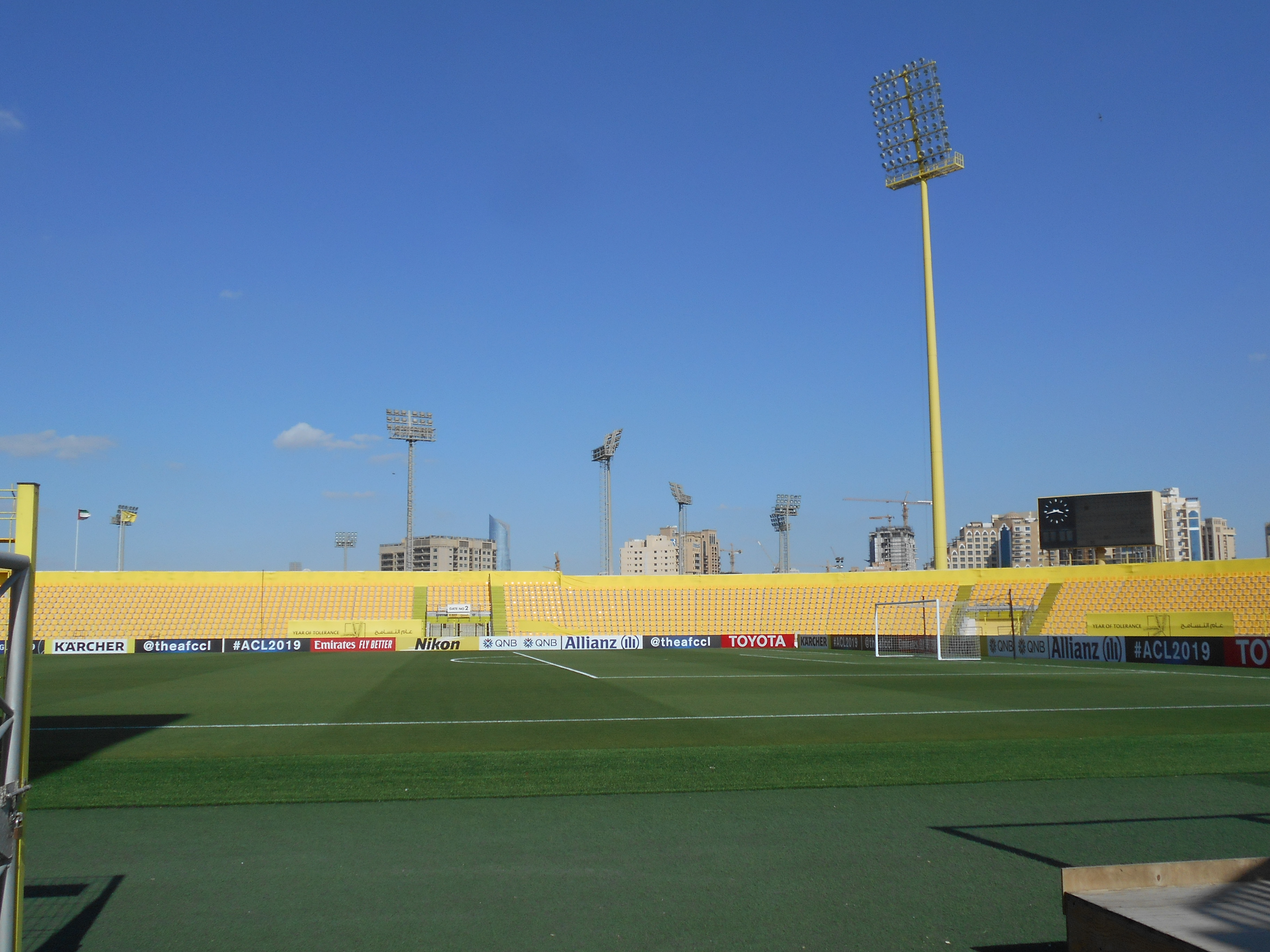
Campo de juego del estadio Zabeel.

Al-Wasl Football Club (en árabe : نادي الوصل لكرة القدم) es un club de fútbol de Emiratos Árabes Unidos. Es una parte del club polideportivo de Al Wasl Sports Club. Actualmente se desempeña en la UAE Pro League, máxima categoría del fútbol de Emiratos Árabes Unidos.
Fue galardonado por la Federación Internacional de Historia y Estadística de Fútbol (IFFHS) como el mejor club del siglo XX de su país. Fue ocho veces campeón de la Etisalat Pro-League (1982, 83, 85, 88, 92, 97, 2007 y 2024) y es el segundo máximo ganador detrás del Al-Ain, que conquistó trece campeonatos. Tres Copas Presidente, una Copa Federación y una Copa del Golfo también descansan en las vitrinas del club.
Al-Wasl tiene gran rivalidad con los otros clubes del área metropolitana de Dubái, siendo su principal clásico con Al-Nassr (con quien compite en el ''Bur Dubai Derby''), Al-Ahli y Sharjah. Además, a nivel nacional, disputa con Al Ain el ''UAE Classico'', ya que son 2 de los clubes que más ligas han ganado en la historia del fútbol emiratí.

## Futbolistas destacados
| Argentina - Benedetto - Néstor Pándaro Baréin - Hussain Salman Brasil - Anderson Barbosa - André Dias - Douglas dos Santos - Élton - Alexandre Oliveira Burkina Faso - Kassoum Ouédraogo | Camerún - Alphonse Tchami Chile - Cristian Montecinos - Edson Puch Ecuador - Walter Ayoví Ghana - Mohammed Ahmed Polo Irán - Hamed Kavianpour - Farhad Majidi - Eman Mobali - Alireza Vahedi Nikbakht | Italia - Fabio Firmani Costa de Marfil - Didier Otokoré Marruecos - Soufiane Alloudi - Ahmed Bahja - Rachid Daoudi | Panamá - Blas Pérez Perú - Renato Tapia España - Francisco Yeste UAE - Fahad Abdulrahman - Farouq Abdulrahman - Mohamed Salim Al Enezi - Zuhair Bakhit - Fahad Khamees - Nasir Khamees - Hassan Mohamed - Mohamed Omer - Ismail Rashid - Khalid Darwish |

## Palmarés

### Torneos nacionales (12)
| Torneos nacionales                            | Torneos nacionales                                                      | Torneos nacionales                                                      |
| Competición                                   | Títulos                                                                 | Subcampeonatos                                                          |
| --------------------------------------------- | ----------------------------------------------------------------------- | ----------------------------------------------------------------------- |
| Liga de los EAU (8/8)                         | 1981-82, 1982-83, 1984-85, 1987-88, 1991-92, 1996-97, 2006-07, 2023-24. | 1983-84, 1985-86, 1986-87, 1988-89, 1989-90, 1992-93, 1995-96, 2016-17. |
| Copa Presidente de los EAU (3/7)              | 1986-87, 2006-07, 2023-24.                                              | 1982-83, 1985-86, 1990-91, 1992-93, 1997-98, 1999-00, 2007-08.          |
| Copa Federación de los EAU (1)                | 1992-93.                                                                |                                                                         |
| Supercopa de los Emiratos Árabes Unidos (0/2) |                                                                         | 1996, 2024.                                                             |

### Torneos internacionales (2)
| Torneos internacionales                  | Torneos internacionales | Torneos internacionales |
| Competición                              | Títulos                 | Subcampeonatos          |
| ---------------------------------------- | ----------------------- | ----------------------- |
| Copa de Clubes Campeones del Golfo (1/2) | 2010.                   | 2005, 2012.             |
| UAE-Qatar Super Shield (1)               | 2025.                   |                         |